# Mads Stokkelien
Mads Stokkelien (ur. 15 marca 1990 w Kristiansand) – norweski piłkarz występujący na pozycji napastnika w klubie IK Start.

## Kariera
Mads Stokkelien od początku swojej kariery związany jest z klubem IK Start. W Tippeligaen zadebiutował 19 kwietnia 2009 roku w meczu z Aalesunds FK. Ostatecznie w sezonie 2009 zdobył 9 bramek. Dobre występy w lidze zaowocowały powołaniami do reprezentacji Norwegii U-21, która rywalizowała w grupie 7. kwalifikacji do Mistrzostwa Europy U-21 w 2011.